# Circuit de Charade
A Circuit de Charade egy versenypálya Franciaországban, 15 km-re délre Clermont-Ferrandtól. 1965-ben, 1969-ben, 1970-ben és 1972-ben rendezte a pálya a Formula–1 francia nagydíjat. Az eredeti 8,055 km hosszú pálya a régi Nürburgring rövidebb, kanyargósabb és gyorsabb változataként írható le. Néhány versenyző, mint például Jochen Rindt az 1969-es francia nagydíjon mozgásbetegségben szenvedett és hányingere volt a hullámvasúthoz hasonló vonalvezetéstől, ezért nyitott sisakban versenyzett. A pálya legalacsonnyabb és legmagasabb pontja közötti különbség 150 méter volt.

## Története
1958. július 27-én adták át, építése 108 millió frankba került, amelynek egy részét a helyi székhelyű Michelin gumigyár adta. Az 1956-ban elhunyt francia versenyzőről, Louis Rosier-ről nevezték el. A nyitónapon egy GT-Sportautóversenyt, és egy Formula–2-es versenyt rendeztek, amelyet a francia Maurice Trintignant nyert meg.
A pálya egy már kialudt vulkán oldalában helyezkedik el. Az óramutató járásával megegyezően haladtak a kanyarokban gazdag, keskeny pályán, amely számos meredek emelkedővél és mély süllyedékkel rendelkezett. A kor pályáihoz hasonlóan nem volt egy bukótér vagy kerékvető sem rajta.
1959-től 1967-ig, valamint 1972-ben és '74-ben itt rendezték a Gyorsasági motoros francia nagydíjat. Az első években még nem minden kategória indult itt. 1965-ben, 1969-ben, 1970-ben és 1972-ben itt rendezték a Formula–1 francia nagydíjat. A hiányzó kerékvetők miatt az autók rengeteg kis követ hajítottak a levegőbe maguk után. 1972-ben egy Emerson Fittipaldi Lotusa felkapott kő annyira megsértette a mögötte haladó Helmut Marko szemét, hogy ez versenyzői pályafutásának végét jelentette. Emellett a versenyen összesen 10 defekt történt szintén a kövek miatt, de nem történt komolyabb baleset. Ezen problémák miatt a francia nagydíj ezután a Paul Ricard és a Dijon-Prenois pályára költözött át.
Az 1980-as évekig Formula–3, és túraautó versenyeket rendeztek itt, miközben a pályát továbbra is kritizálták. Mivel a pálya hegyoldalban helyezkedett el, nem volt lehetséges nagyobb bukótereket létrehozni. 1980-ban 3 pályabíró, 1984-ben egy versenyző halt meg. 1988. szeptember 18-án rendezték itt az utolsó versenyt Coupe des Volcans néven.
Később egy újabb, jóval rövidebb (4,050 km hosszú), korszerűbb pályát hoztak létre, amely 18 kanyarból áll. Az új pályát 1989-ben nyitották meg, ez már nagyobb bukóterekkel és kék-fehér-pirosra festett kerékvetőkkel rendelkezik. 2001-ben felújították a boxépületet, majd offroad-pályákat és építettek a létesítményhez.

## Formula–1-es versenyek
| Év   | Dátum      | Versenyző      | Csapat       | Riport |
| ---- | ---------- | -------------- | ------------ | ------ |
| 1972 | Július 2.  | Jackie Stewart | Tyrrell-Ford | Riport |
| 1970 | Július 5.  | Jochen Rindt   | Lotus-Ford   | Riport |
| 1969 | Július 6.  | Jackie Stewart | Matra-Ford   | Riport |
| 1965 | Június 27. | Jim Clark      | Lotus-Climax | Riport |

## Külső hivatkozások
- Hivatalos oldal
- A pálya a Google Maps műholdképein